# تومي ارتشر
تومي ارتشر (بالإنجليزية: Tommy Archer)‏ هو سائق سباق أمريكي، ولد في 16 نوفمبر 1954 في دولوث في الولايات المتحدة.

## وصلات خارجية
- تومي ارتشر على موقع Racing-Reference.info (الإنجليزية)
- تومي ارتشر على موقع DriverDB.com (الإنجليزية)